# Гъмзово
Гъ̀мзово е село в Северозападна България. Намира се в община Брегово, област Видин. До 14.08.1934 г. името на селото е Гънзово.

## География
Село Гъмзово се намира в северозападна България, област Видин, община Брегово и е разположено в Дунавската хълмиста равнина с надморска височина между 110 и 200 метра. Отстои по средата на второкласния път 12 Видин – Брегово – Неготин. Намира се на 15 км от Видин, на 23 км от Дунав мост II, 12 км от Брегово и 13 км от ГКПП „Брегово“. Съседни селища, с които няма директен път са Тияновци, Калина – малки села на около 1.5 км от Гъмзово, както и Ново село – 6 км, и Винарово на 3 км.
Селото е разположено на площ 1461 дка; общата площ на землището е 23 150 дка; ниви - 17 508 дка и 1121 дка – гори.
Броят на населението през 1934 година е 2447, а след последното преброяване през 2001 г. – 1045 жители.
Релефът на селото е хълмисто – равнинен, слабо пресечен от протичащи реки, ерозийни процеси и антропогенна дейност.
Поминъкът на населението е предимно земеделие, както в миналото, така и сега. Растениевъдството, зеленчукопроизводството са водещи, но също така добре е застъпено животновъдството.
Инфраструктурата е добре развита. Тя се оформя от: целодневна детска градина; читалище с богата културна дейност и запазени традиции в певческото и танцово самодейно народно изкуство; добре развита търговска мрежа и спортен комплекс.
Населеното място е сравнително добре благоустроено и водоснабдено.

## История
За древната и средновековна история на село Гъмзово не се намират много запазени материали, но според тези, които съществуват селото се споменава и е засвидетелствувано писмено най-рано в Османските данъчни регистри на видинския саджак през 1454 – 1455 г. Включено в османските документи само шест десетилетия след падането на Бдинското царство в края на XIV в., означава, че селището е съществувало и през българското средновековие, а началото си води далеч назад във вековете.
Преданията от поколение на поколение свидетелствуват, че населението на с. Гъмзово по време на османското владичество упорито се е борело за своето оцеляване, за което опожарявано 3 пъти – 1876, 1877 г.
Общоприето е мнението, че наименованието на селото – Гъмзово – произлиза от сорта грозде „Гъмза“, който е бил широко разпространен в района на населеното място.
Интересно и приемливо тълкуване на произхода на името дава Маргарита Николова – етнограф във Видинския музей /1989 г./. Според нея, местността, в която е разположено селото има интересна форма – чаша с дълга вдлъбната дръжка. Дръжката представлява една теснина – дол, който започва от баира на селото и се спуска по полето, надолу към „чашата“, това е руслото на река Видровец. Върху околовръстните склонове /„стените на чашата“/ и дъното ѝ са разположени къщите на селото.
Тази форма на местността е отразена в тюркската дума „гъмза“, която има паралел в якутския език – хасма; уйгуския език – „гъмза“; алтайския език – „канза“; китайския език – „гънузи“ – всички със значение –„лула за пушене“.
При избухването на Балканската война един човек от Гънзово е доброволец в Македоно-одринското опълчение.
Гъмзово е до шосето Видин – Брегово. По разположение забутано в едно дере, в което има единствен воден източник голяма чешма. И то в миналото било съставено от две махали, българска и влашка. Те били работници при турски чифликчия. След 1862 г., когато татарите напускат южна Русия – Тобрук в селото се заселват 50 – 60 татарски семейства. Занимавали се със земеделие и лозарство. В техния район се намирали и Новоселските лозя, през турско време. Повечето лозя им били от сорта бяло грозде, което е възпято в народната песен. Сегашната „гъмза“ /стара гижа/ била редкост, затова наименованието на село Гъмзово, че било произлезло от лозовия сорт, изглежда невярно. През 1876 г. при бягството в Сърбия селото било опожарено от турците. Същата участ го сполетяла и през 1877 г. когато татарите напускат селото и се прибират в крепостта – Видин. Турския чифлик съществувал през 1759 г. До след освобождението махалите са налице, всяка със своя говор и обичаи. В по-късно време числеността на махалата с български говор постепенно намалява, поради изселване в Ново село, докато към 1912 г. тя е била асимилирана от махалата с влашки говор, с един остатък от 3 – 4 домакинства.
През турско време до около освобождението ни, в землището на Гъмзово са били лозята на Новоселяните, в местността „Голя“. През 1900 г. селото е имало 1781 жители. В неговото землище се намира височината к. 236 м., където е инсталиран сега ретранслатор за телевизионно препредаване. През 1926 г. селото има 2354 жители, с 400 домакинства и орна площ 16 000 дка./85/
В първите години на комунистическия режим в Гъмзово, както в повечето влашки села във Видинско, голямо влияние има Българският земеделски народен съюз - Никола Петков и на изборите през 1946 г. опозицията получава 59% от гласовете. През 1947 г. се стига до насилствена саморазправа с комунистически агитатори, събиращи т.н. наряди.
По време на колективизацията в селото е създадено Трудово кооперативно земеделско стопанство „Станке Димитров“ по името на комунистическия функционер Станке Димитров. По това време 12 семейства (43 души) от селото са принудително изселени от комунистическия режим.
Националният регистър за населените места дава следната информация:
| Пълно наименование                                          | Период на валидност           |
| ----------------------------------------------------------- | ----------------------------- |
| с. Гънзово                                                  | 03.03.1878 г. – 14.08.1934 г. |
| с. Гъмзово                                                  | 14.08.1934 г. – 28.09.1949 г. |
| с. Гъмзово, общ. Гъмзово, Видинска околия, Видински окр.    | 28.09.1949 г. – 16.12.1958 г. |
| с. Гъмзово, общ. Ново село, Видинска околия, Врачански окр. | 16.12.1958 г. – 23.01.1959 г. |
| с. Гъмзово, общ. Ново село, Видински окр.                   | 23.01.1959 г. – 07.03.1959 г. |
| с. Гъмзово, общ. Гъмзово, Видински окр.                     | 07.03.1959 г. – 26.12.1978 г. |
| с. Гъмзово, общ. Брегово, Видински окр.                     | 26.12.1978 г. – 01.09.1987 г. |
| с. Гъмзово, общ. Брегово, Михайловградска обл.              | 01.09.1987 г. – 02.02.1993 г. |
| с. Гъмзово, общ. Брегово, обл. Монтана                      | 02.02.1993 г. – 12.01.1999 г. |
| с. Гъмзово, общ. Брегово, обл. Видин                        | 12.01.1999 г. –               |

## Население
Преброяване на населението през 2011 г.
Численост и дял на етническите групи според преброяването на населението през 2011 г.:
|                     | Численост | Дял (в %) |
| Общо                | 663       | 100.00    |
| Българи             | 608       | 91.70     |
| Турци               | 0         | 0.00      |
| Цигани              | 22        | 3.31      |
| Други               | 20        | 3.01      |
| Не се самоопределят | 10        | 1.50      |
| Неотговорили        | 3         | 0.45      |

## Религии
Религията е източноправославно християнство.
Има две църкви – „Рождество Богородично“ (новата) и „Свети Великомъченик Димитър Солунски“ (старата), в която рисува дебърският зограф Кръсто Янков.

## Обществени институции
- кметство
- пенсионерски клуб
- лекар
- неработещо основно училище „Христо Ботев“
- целодневна детска градина
- народно читалище „Просвета 1928“
- поща
- две църкви, старата църква паметник на културата е неработеща
- стадион „Юнак“
- неработещ плувен басейн към спортния комплекс стадион „Юнак“
- електроподстанция „Гъмзово“
- Телевизионна радиорелейна станция „Гъмзово“ в местността „Метериз“
- неработещи няколко водни поддстанции
- неработещо частно стопанство
- неработеща кооперация
- неработеща модна къща „Ива“
- неработеща частна мандра
- заведения и хранителни магазини

## Културни и природни забележителности
Паметниците на загиналите гъмзовчани във войните и битките.
https://web.archive.org/web/20140514215317/http://www.vidin-online.com/kmetove-na-vidin/sevastaki-gnzovyanov

## Редовни събития
Годишният събор се провежда около църковния празник Малка Богородица – 8 септември. Седмичният пазар е в четвъртък.

## Други

### Телевизионна ретранслаторна станция „Гъмзово“
Ретранслаторната станция в местността Материза край село Гъмзово работи от 1963 г., като първият ретранслатор е бил българско производство, с мощност 50 W. В Гъмзово има предавател на програма Хоризонт. 